# Paulette Lorsy
Pauline Eugénie Pagnon dite Paulette Lorsy, née le 16 février 1881 dans le 6e arrondissement de Paris, ville où elle est morte le 6 février 1929, est une actrice française de théâtre et du cinéma muet qui a beaucoup joué au côté de Max Linder.

## Biographie
En dehors de ses prestations sur scène et à l'écran documentées de 1908 à 1926, on sait peu de choses de Paulette Lorsy sinon qu'elle se produisit tant dans les plus grands théâtres parisiens, à la Porte-Saint-Martin, au Gymnase, à l'Ambigu, à Sarah-Bernardt ou à l'Athénée, qu'en province et à l'étranger, à Bruxelles, Genève et au théâtre Michel de Saint-Pétersbourg.
Morte à l'âge de 47 ans à la clinique de Turin dans le 8e arrondissement de Paris, Paulette Lorsy était divorcée de l'acteur Charles Lorrain depuis décembre 1915.

## Filmographie
- 1909 : Une Bonne prévoyante [réalisateur anonyme] : Pétronille
- 1909 : Jim Blackwood, jockey de Georges Monca
- 1910 : Jemmy / Jenny de Camille de Morlhon
- 1910 : L'Inspecteur des becs de gaz de René Chavance
- 1910 : Max cherche une fiancée de Max Linder : la cousine de Max
- 1910 : Une petite femme bien douce / Une gentille petite femme de Georges Denola
- 1910 : Un homme habile de Georges Denola
- 1910 : La Faute du notaire de Georges Denola
- 1910 : La Fête à grand-mère [réalisateur anonyme] : Mme Leloup
- 1910 : Le Système du docteur Tranchelard de Georges Monca : Toinon
- 1910 : Rigadin a l'œil fascinateur de Georges Monca
- 1910 : Rigadin lâché par sa femme / Lâché par sa femme / Monsieur et Madame boudent de Georges Monca
- 1911 : Max fiancé / Max a trouvé une fiancée de Lucien Nonguet
- 1911 : Max se marie / Le Mariage de Max de Max Linder
- 1911 : Max et sa belle-mère de Max Linder et Lucien Nonguet : la femme de Max
- 1911 : Max a un duel de Max Linder et René Leprince
- 1911 : Au temps des grisettes de Georges Denola : Mimi
- 1911 : Une petite femme bien douce de Georges Denola
- 1911 : Voisin, voisine de Max Linder
- 1911 : Un ami trop entreprenant [réalisateur anonyme]
- 1911 : Max victime du quinquina / Victime du quinquina de Max Linder
- 1911 : Soir de première d'Henri Gambart
- 1911 : Un monsieur qui a un tic d'Albert Capellani
- 1911 : Mimi Pinson de Georges Denola : Mimi Pinson
- 1911 : Lâché par sa femme de Georges Monca
- 1911 : Les Trois amis de Georges Monca : Mme Bidochard
- 1912 : Suicidé par amour [réalisateur anonyme] : Agathe
- 1912 : L'Art de se faire aimer [réalisateur anonyme]
- 1912 : Sa majesté Grippemiche de Georges Denola
- 1912 : Que peut-il arriver ? / Que peut-il avoir ? de Max Linder
- 1912 : Max, bandit par amour / Bandit par amour de Max Linder
- 1912 : Max et son âne /  Max et l'âne jaloux / L'âne jaloux de Max Linder et René Leprince : Mademoiselle Lili
- 1912 : Pour sauver Madame [réalisateur anonyme]
- 1912 : Œil pour œil [réalisateur anonyme]
- 1912 : Un pari original de Max Linder : Lucette
- 1912 : Bal costumé de Georges Monca
- 1913 : Max est charitable de Max Linder
- 1914 : N'embrassez pas votre bonne de Max Linder
- 1914 : Max et le bâton de rouge de Tristan Bernard
- 1915 : Pour ses fleurs d'Henri Gambart
- 1915 : Le Double divorce d'Henri Gambart : Madame
- 1915 : Irascible Caza d'Henri Gambart : Mme Caza
- 1915 : Caza vient d'épouser Paulette d'Henri Gambart : Paulette
- 1916 : Une réception charmante d'Henri Gambart
- 1916 : La Croisière d'Henri Gambart[9]
- 1916 : Victime de sa bonne d'Henri Gambart
- 1916 : Monsieur a la passion du jacquet d'Henri Gambart[10]
- 1916 : Le Mouchoir de dentelle d'Henri Gambart
- 1916 : Les Deux malles d'Henri Gambart[11]
- 1916 : Curiosité amoureuse d'Henri Gambart
- 1916 : Soupçon en miniature d'Henri Gambart[12]
- 1916 : Les Tracas d'un mari d'Henri Gambart[13]
- 1916 : Un cadeau qui tombe du ciel d'Henri Gambart
- 1916 : Prête-moi ta garçonnière d'Henri Gambart
- 1916 : Ayez donc des amis d'Henri Gambart
- 1916 : L'Ingénu couturier [réalisateur anonyme : Henri Gambart ?]
- 1916 : Une partie de pêche d'Henri Gambart[10]
- 1916 : Les Caprices de Madame d'Henri Gambart
- 1917 : Le Bouquet de rupture d'Henri Gambart

## Théâtre
- 1908 : Les Vingt-huit jours de Clairette, vaudeville-opérette en 4 actes d'Hippolyte Raymond et Antony Mars, musique de Victor Roger, au théâtre de la Porte-Saint-Martin (4 juin) : Octavie
- 1909 : Champignol malgré lui, comédie-vaudeville en 3 actes de Georges Feydeau et Maurice Desvallières, au théâtre de l'Ambigu (10 juin) : Mauricette
- 1909 : La Closerie des genêts, drame en 5 actes en prose de Frédéric Soulié, au théâtre de l'Ambigu (17 août)
- 1909 : Le Roy sans royaume, énigme historique en 3 parties, 5 actes et 7 tableaux de Pierre Decourcelle, au théâtre de la Porte Saint-Martin (23 septembre) : Marie-Louise Hébert
- 1909 : La Massière, comédie en 4 actes de Jules Lemaître, au théâtre de la Porte-Saint-Martin (21 décembre) : Marthe
- 1910 : Chantecler, pièce en quatre actes d'Edmond Rostand, au théâtre de la Porte-Saint-Martin (7 février) : la Poule grise[14]
- 1910 : Miquette et sa mère, comédie en 3 actes de Robert de Flers et Gaston de Caillavet, au théâtre du Gymnase (21 juin) : Miquette Grandier
- 1911 : Aimé des femmes !, pièce en 3 actes de Maurice Hennequin et Georges Mitchell, au théâtre du Palais-Royal (2 mai) : Marguerite
- 1911 : Le Vieux marcheur, comédie en 4 actes d'Henri Lavedan, au théâtre de la Porte-Saint-Martin (23 juin) : Julia
- 1911 : La Femme nue, pièce en 4 actes d'Henry Bataille, au théâtre de la Porte-Saint-Martin (6 octobre) : Suzon Cassagne
- 1912 : Le Mystère de la chambre jaune, pièce en 5 actes de Gaston Leroux, au théâtre de l'Ambigu-Comique (14 février) : une invitée
- 1912 : Roger la Honte, drame en 5 actes et 7 tableaux de Jules Mary et Georges Grisier, au théâtre de l'Ambigu (22 mars) : Victoire
- 1912 : Le Coquelicot, pièce en 5 actes de Jean-Joseph Renaud, au théâtre de l'Ambigu (24 avril) : Lady Weekby
- 1912 : Les Mystères de Paris, drame en 5 actes et 10 tableaux d'Ernest Blum d'après le roman d'Eugène Sue, au théâtre de l'Ambigu (20 mai) : Rigolette
- 1913 : Tartarin sur les Alpes, comédie en 5 actes et 7 tableaux de Léo Marchès d'après le roman d'Alphonse Daudet, au théâtre de la Porte-Saint-Martin (25 juin) : Rosette Pastille
- 1913 : Cyrano de Bergerac, comédie héroïque en 5 actes en vers d'Edmond Rostand, au théâtre de la Porte-Saint-Martin (15 septembre) : Lise
- 1913 : Le Ruisseau, comédie en 3 actes de Pierre Wolff, au théâtre de la Porte-Saint-Martin (11 novembre) : Carton
- 1914 : La Danse devant le miroir, pièce en 3 actes de François de Curel, au théâtre de l'Ambigu (17 janvier)
- 1914 : Leurs filles, comédie en 2 actes de Pierre Wolff, au théâtre de l'Ambigu (17 janvier) : la soubrette
- 1914 : L'Épervier, comédie en 3 actes de Francis de Croisset, au théâtre de l'Ambigu-Comique (27 février) : la Baronne
- 1916 : La Femme X, pièce en 5 actes d'Alexandre Bisson, au théâtre de l'Ambigu (9 mai) : Félicie
- 1917 : Chichi, vaudeville en 3 actes de Pierre Veber et Henry de Gorsse, au théâtre de l'Athénée (25 janvier) : Lucienne Saint-Martin[15]
- 1919 : La Présidente, vaudeville en 3 actes de Pierre Veber et Maurice Hennequin, au théâtre du Gymnase (juillet) : Gobette[16]
- 1920 : Béranger, comédie en 3 actes et un prologue de Sacha Guitry, au théâtre de la Porte Saint-Martin (21 janvier) : une grisette
- 1922 : Montmartre, pièce en 4 actes de Pierre Frondaie, au théâtre de l'Ambigu (25 avril) : Simone
- 1922 : A fleur de peau !, revue à grand spectacle de Max Eddy et Jean Deyrmon, à La Cigale (18 novembre)
- 1923 : La Maîtresse de Bridge, comédie en 3 actes de Louis Verneuil, au théâtre des Galeries-Saint-Hubert de Bruxelles (novembre) : Colette
- 1923 : La Flambée, pièce en 3 actes d'Henry Kistemaeckers fils, au théâtre de Paris (15 décembre) : Thérèse Denian
- 1924 : La Tentation, pièce en 4 actes de Charles Méré, au théâtre de Paris (15 octobre) : Mme de Beauchamp
- 1926 : No, no, Nanette, comédie musicale en 3 actes d'Otto Harbach et Irving Caesar, musique de Vincent Youmans, au théâtre Mogador (juillet)